# ホイットニー 〜オールウェイズ・ラヴ・ユー〜
『ホイットニー 〜オールウェイズ・ラヴ・ユー〜』（Whitney）は、歌手のホイットニー・ヒューストンを題材としたケヴィン・マクドナルド監督による2018年のドキュメンタリー映画である。第71回カンヌ国際映画祭のコンペティション外で上映された後、2018年7月6日にロードサイド・アトラクションズ及びミラマックス配給で北米公開された。2018年12月に第61回グラミー賞音楽映画賞にノミネートされた。

## 内容
女性歌手として数々の記録を打ち立て、7枚連続でシングルが全米1位となった唯一のアーティストであるホイットニー・ヒューストンの生涯とキャリアが描かれる。

## 評価

### 興行収入
2018年7月6日に北米で封切られ、初週末に452劇場で130万ドルを売り上げて11位となった。観客の65%が女性で、35%が25-49歳であった。

### 批評家の反応
レビュー・アグリゲーターのRotten Tomatoesでは134件のレビューで支持率は87%、平均点は7.4/10となった。Metacriticでは37件のレビューで加重平均値が75/100と示された。